# Lizzy Borden
Lizzy Borden es una banda estadounidense de heavy metal formada en Los Ángeles en 1983. Lizzy Borden es también el nombre de su vocalista líder.

## Carrera
Borden se especializó en el tipo de rock que por entonces interpretaban bandas como Alice Cooper y Accept. El nombre de la banda fue tomado de Lizzie Borden, una mujer acusada de asesinato en el siglo XIX. La banda tomó como influencias musicales a Rainbow, Blue Cheer, Accept, Nazareth, Iron Maiden y Judas Priest, pese a que era considerada una agrupación de hair metal/glam metal. El guitarrista Joe Holmes también tocó con David Lee Roth y Ozzy Osbourne, y el bajista Marten Andersson ha participado en las bandas Lynch Mob y Legacy. La banda gozó de popularidad a mediados de los ochenta a pesar de las constantes salidas de sus músicos. Muchos miembros de Lizzy Borden, incluyendo a Lizzy y al baterista Jackelynn Thompson, formaron un proyecto en paralelo llamado Starwood en el 2004, que representa un abandono al característico sonido metal de Borden.
Durante los años 90s, bandas de rock alternativo como Nirvana, Pearl Jam, Alice In Chains, Stone Temple Pilots, Faith No More, etc., las cuales tuvieron gran popularidad, hicieron que grupos de glam metal y thrash metal de los 80 empezaran a decaer en popularidad y aceptación por el público, lo cual los obligó a bandas como Lizzy Borden a cambiar su sonido por un sonido más maduro y experimental.
En 2007 la banda lanzó el disco Appointment With Death, acompañado de una gira mundial en el 2008 en conjunto con Lordi.

## Músicos
Alineación original
- Lizzy Borden - Voz
- Steve Hochheiser- Guitarra
- Jack Thompson - Batería

Miembros actuales
- Lizzy Borden - Voz
- AC Alexander Jones - Batería
- Marten Andersson - Guitarra

## Discografía
- 1984: Give 'em the Axe (EP)
- 1985: Love You To Pieces
- 1986: The Murderess Metal Road Show (Live)
- 1986: Menace To Society
- 1987: Terror Rising (EP)
- 1987: Visual Lies
- 1989: Master of Disguise
- 1994: The Best of Lizzy Borden (Recopilatorio)
- 2000: Deal with the Devil
- 2007: Appointment With Death
- 2018: My Midnight Things